# Hydriomena franclemonti
Hydriomena franclemonti là một loài bướm đêm trong họ Geometridae.